# Bandeira de Naquichevão

1:2 Bandeira do Azerbaijão, oficial em Naquichevão

Oficialmente, a bandeira de Naquichevão é a bandeira do Azerbaijão. Porém, uma outra bandeira foi usada por grupos separatistas durante a dissolução da União Soviética. É algo semelhante à bandeira do Azerbaijão, usando antes amarelo numa das faixas e na estrela e no crescente. Desde 1993 que esta bandeira é de estatuto não-oficial.

## História

Bandeira da RSSA de Naquichevão introduzida em 1937 com texto arménio e azerbaijani. Caiu em desuso nos anos de 1940 quando o alfabeto latino azerbaijani foi substituído pelo alfabeto cirílico.